# Kaoru Hoshino
Kaoru Hoshino (jap. 星野薫 Hoshino Kaoru; ur. 21 września 1947 w Shizuoka, zm. 25 listopada 2022) – japoński kierowca wyścigowy.

## Kariera
Hoshino rozpoczął karierę w międzynarodowych wyścigach samochodowych w 1973 roku od startów w FIA World Endurance Championship. Z dorobkiem ośmiu punktów uplasował się tam na 55 pozycji w klasyfikacji generalnej. W późniejszych latach Japończyk pojawiał się także w stawce IMSA GTU Championship, All Japan Sports-Prototype Championship, IMSA Camel GT Championship, Japanese Touring Car Championship, World Sports-Prototype Championship, World Touring Car Championship, All Japan Sports Prototype Car Endurance Championship, 24-godzinnego wyścigu Le Mans, European Touring Car Championship, Asia-Pacific Touring Car Championship, All Japan Touring Car Championship, All-Japan GT Championship, Super GT, Global GT Championship oraz 1000 km Suzuka.